# International Turntablist Federation
International Turntablist Federation (Międzynarodowa Federacja Turntablismu) była międzynarodową organizacją z siedzibą w San Francisco skupiającą DJ-ów z całego świata.
Jej głównym celem była promocja turntablismu, czyli używania gramofonu jako instrumentu muzycznego. Posiadała przedstawicielstwa w ponad 15 krajach, jak:
USA, Kanada, Włochy, Słowacja, Niemcy, Holandia, Nowa Zelandia, Anglia, Szwajcaria, Francja, Czechy, Hiszpania, Norwegia, Portoryko, Portugalia i Polska (od 2003 roku).
W każdym kraju, w którym działało przedstawicielstwo ITF, organizowane były mistrzostwa mające na celu wyłonić najlepszego DJ-a. Następnie ci, którzy wygrali krajowe eliminacje spotykali się na Mistrzostwach Świata ITF.
W Polsce przeprowadzono 3 edycje Mistrzostw ITF.
W roku 2005 Federacja ITF zawiesiła swoją działalność na rzecz nowej organizacji IDA, z europejską siedzibą w Monachium.